# Скарида попова лъжичка
Скаридите попови лъжички (Triops cancriformis) са вид хрилоноги от семейство Triopsidae.
Таксонът е описан за пръв път от Луи Огюстен Гийом Боск през 1801 година.